# Don Reid (cantante)
Donald «Don» Sidney Reid (Staunton, Virginia, 1945) es un cantante y compositor estadounidense de música country que integró el famoso grupo de música country, The Statler Brothers, como cantante principal. También hizo una segunda carrera como escritor con siete libros en su haber.
Es hermano menor de Harold Reid, uno de los integrantes que cantó el bajo en los Statlers.

## Carrera
A fines de los 50's, Reid sustituyó a Joe McDorman en la voz principal en el momento en el que el cuarteto estaba cambiando su nombre de «"Four Start Quartet"» a «The "Kingsmen"». Finalmente se presentaron como The Statler Brothers. El grupo estaba confirmado por Lew DeWitt, Phil Balsley y el hermano mayor de Don, Harold Reid, quedando así Don como el cantante principal del grupo interpretando y componiendo la mayoría de las canciones. En 1983 Jimmy Fortune ingresa al grupo después del forzado retiro del tenor original de los Statlers, Lew DeWitt debido a la Enfermedad de Crohn que sufría desde la adolescencia y sus complicaciones.
En la década de los 80's y 90's, los Statlers tenían gran influencia en la red TNN Nashville apareciendo frecuentemente en varios programas. Incluso tuvieron su propio programa, The Statler Brothers Show, que al final se convertiría en el programa con más audiencia en la historia del canal.
El grupo se disolvió en el año 2002 con una gira de despedida en donde interpretaron sus mayores éxitos.

## Carrera como autor
Luego de la gira final con The Statler Brothers en 2002, Don ha seguido una carrera como escritor con siete libros en su haber: Heroes and Outlaws of the Bible, Sunday Morning Memories, You'll Know It's Christmas When..., O Little Town, The Statler Brothers: Random Memories, que fue coescrito con su hermano Harold Reid, One-Lane Bridge y The Mulligans of Mt. Jefferson. El, junto con sus excolegas de grupo Harold Reid y Phil Balsley son miembros de la iglesia presbiteriana de su localidad.